# Falkenberg (Baviera)
Falkenberg é um município da Alemanha, situado no distrito de Rottal-Inn, no estado da Baviera. Tem 66,60 km² de área, e sua população em 2019 foi estimada em 3.797 habitantes.